# Christianskirkjan
Christianskirkjan er en kirke på Færøerne i byen Klaksvík. Den hører til Færøernes folkekirke og blev indviet i 1963. 
Kirken er viet til minde om de færøske fiskere, der døde på havet under den anden Verdenskrig og at kirken er bygget til minde om den danske konge Christian den Tiende (1870-1947).
Kirken har omkring 1.000 siddepladser. Kirkens arkitekt er danskeren Peter Koch. 
Christianskirkens tagkonstruktion er den samme som i de færøske røgstuer (køkkener) og bygdekirker. Denne tagkontruktion viser sig at være særlig velegnet til kirkebygninger, idet der er bedre akustik i denne kirke end i nogen anden af tilsvarende størrelse.
Der er til kirkens bygning benyttet materialer som sten, tømmer og græstørv som alternativ til den uhæmmede brug af beton, der havde præget efterkrigsårene. 
Glasmaleriet i rosetvinduet, som kun kan ses udefra, er udført af den danske billedhugger Ulrika Marseen. Motivet er Kristus som verdens bærende kraft. 
Det store kirkerum får sit særlige præg af det altdominerende alterbillede. Maleriet eksisterede længe før kirken, og det siges, at Peter Koch tegnede sin kirke uden om det. Det var den berømte danske kirkemaler Joakim Skovgaard, der i 1901 malede frescomaleriet forestillende den store nadver til Viborg Domkirke i Danmark. Men på grund af fugtproblemer fra domkirkens væg og fare for, at kunstværket skulle blive ødelagt, blev det i 1910 taget ned.
Døbefonten af granit er også dansk. Den er en 4000 år gammel hedensk offerskål, fundet i en kirkeruin i Nordsjælland og skænket til kirken af Nationalmuseet i København. 
Orglet har 29 stemmer, det er tegnet af Peter Koch og bygget i 1974 hos Jensen & Thomsen, Hillerød. 
Under tagbjælkerne hænger en færøsk båd – áttamannafar, en båd til 8 roere. Dette er den sidste båd, der blev bygget til præstegården i Viðareiði. 
1912 blev båden solgt til Fugloy, og den var blandt andre både på fiskeri lillejuleaften i 1913 – den ulykkesdag, da flere både forliste, blandt andre båden fra bygden Skarð på Kunoy. Samtlige voksne mænd i bygden omkom på havet denne nat – kvinder og børn flyttede til nabobygderne, og bygden Skarð blev nedlagt.